# Wapen van Qatar

Wapen van Qatar

Het wapen van Qatar werd in 1976 aangenomen en verving het oudere wapen uit 1966. Het wapen bestaat uit twee cirkels.
De middelste cirkel heeft een gele achtergrondkleur. Centraal erin staan twee gekruiste kastanjebruine kromzwaarden, die een kusttafereel omringen: een traditioneel Arabisch zeilschip (dhow) dat langs een eilandje met twee palmen vaart.
De dhow is een symbool van de maritieme traditie van Qatar en is eveneens te vinden in het wapen van Koeweit en het voormalige wapen van de Verenigde Arabische Emiraten.
De buitenste cirkel is in twee delen verdeeld: de onderste helft is kastanjebruin en de bovenste helft wit met de naam van de staat in het Koefisch schrift (دولة قطر, "Staat van Qatar"). Soms zet men deze naam in het Engels (State of Qatar). De grens tussen het witte en het kastanjebruine deel is hoekig, net als op de vlag van Qatar.
Afghanistan · Armenië · Azerbeidzjan · Bahrein · Bangladesh · Bhutan · Brunei · Cambodja · China: Volksrepubliek / Republiek (Taiwan) · Cyprus · Filipijnen · Georgië · India · Indonesië · Irak · Iran · Israël · Japan · Jemen · Jordanië · Kazachstan · Kirgizië · Koeweit · Laos · Libanon · Malediven · Maleisië · Mongolië · Myanmar · Nepal · Noord-Korea · Oezbekistan · Oman · Oost-Timor · Pakistan · Palestina · Qatar · Rusland · Saoedi-Arabië · Singapore · Sri Lanka · Syrië · Tadzjikistan · Thailand · Turkmenistan · Turkije · Verenigde Arabische Emiraten · Vietnam · Zuid-Korea

Afhankelijke gebieden: Hongkong · Macau

Betwiste gebieden: Noord-Cyprus